# Rosalina (Mario)
Rosalina, conocida como Rosetta (ロゼッタ Rozetta?) en Japón y como Estela en España, es un personaje ficticio de los videojuegos de la franquicia de Super Mario. 
Apareció por primera vez en Super Mario Galaxy (2007), donde actúa como un personaje importante (no jugable) que reside en El Planetarium del Cometa, el centro de la actividad del juego. Es la madre adoptiva de unos seres ficticios llamados Destellos (Lumas en inglés), y también la observadora del cosmos. En su historia, ella revela que vuelve a su planeta natal cada 100 años.
Luego de su primera aparición, Rosalina se ha convertido en un personaje recurrente en juegos posteriores de Super Mario, tales como las series de Mario Kart (desde Mario Kart Wii como personaje controlable), Mario Party (desde Mario Party: Island Tour) y Super Smash Bros. (desde su entrega para Nintendo 3DS y WiiU), Super Mario 3D World, entre otros.

## Características físicas
Rosalina es un poco más grande y alta que Peach y Daisy y posee los ojos de color celeste, un cabello rubio platinado, con un flequillo que le cubre el ojo derecho y esmalte de uñas fucsia. Lleva puesto un vestido turquesa, el cual se corta en la parte superior de su pecho, donde se encuentra una aleta azul pastel alrededor y con un broche en el centro, y tiene mangas largas con grandes aberturas en la parte inferior, que terminan con volantes azul pastel. 
Ella trae consigo una corona y aretes en forma de estrella. El broche y la corona son de plata, al igual que sus zapatos de tacón, mientras que sus aretes son de color dorado. El personaje también lleva una serie de joyas, incluyendo una joya amarilla dentro del broche y las joyas de la corona que son de colores rosa y turquesa. 
En algunos juegos, Rosalina sostiene en su mano izquierda una varita de plata con una estrella dorada.

## Historia del personaje
En su libro de cuentos se relatan las experiencias que vivió junto con Destello, que ella misma lee a los destellos y a Mario o Luigi en la biblioteca del Planetarium del Cometa. Su historia tiene nueve capítulos que se desbloquean a medida que se avanza en el juego.
La historia comenzó con el encuentro de Rosalina con una nave espacial oxidada (parecida a la Champinave) con un Destello dentro. El Destello le contó a Rosalina que estaba triste porque no encontraba a su madre. Esta lo iba a recoger en un cometa, pero no apareció. Estela quiso ayudar a Destello, así que tomó el telescopio de su padre para observar el cielo estrellado en búsqueda de su madre. Pasaron los días, los meses y los años, y la joven de tanto esperar comenzó a pensar que no vendría y acabaría cumpliendo más de 100 años, así que decidió reparar la nave y viajar junto al Destello a encontrar a su madre. 
Después de buscar en muchos cometas y asteroides, recordó todo lo que llevó a su viaje: pan, mermelada, té, el telescopio de su padre, un conejo de peluche y una red para atrapar mariposas, pero olvidó llevar agua. Al enojarse Rosalina, Destello riendo le dijo que él comía trozos de estrella, animándola a probarlos. Rosalina, con su red de mariposas, atrapó tantos como pudo y comió uno: según la historia, sabían como la miel.
Un tiempo después, Rosalina y el Destello descubrieron un cometa de azul turquesa, creyeron que era el cometa donde viajaba la madre del Destello. Al caminar en el cometa vieron que era de hielo (aunque era muy cálido), y tras buscar y buscar no encontraron nada. Pronto Destello encontró trozos de estrella y agua, por lo que decidieron vivir allí un tiempo.
Pasó el tiempo y la chica soñó con su madre, quien le daba la espalda. «¿Adónde vas?» preguntó. Su madre, sin darse vuelta, respondió: «No voy a ninguna parte. Siempre estaré observándote. Por el día seré el sol, y por la noche seré la luna. Siempre estaré velando por ti». Al oírlo, la muchacha se puso triste, preguntándole qué pasaría cuando lloviera y no se viera ni el sol ni la luna, a lo que la madre, tras pensarlo un poco, respondió que sería una estrella, esperando el fin de sus llantos sobre una nube. Al despertar Rosalina llorando, Destello le dijo que tenía trozos de estrella en la cara. Sin embargo, ella le respondió que eran lágrimas, porque nunca más vería a su madre. Destello empezó a llorar también. Buscaron por todas partes a la madre de Destello, pero no la encontraban. Al ver tan triste al Destello, Rosalina le dijo que cuidaría de él.
Un día, Rosalina encontró en el cometa materiales de construcción, con los que hicieron una enorme casa: tenía una cocina, un dormitorio, un baño Y un cuarto de juegos, entre otras cosas. Destello reparó en que era muy grande para ellos dos. Estela le dio la razón, deseando que su familia estuviera allí.
Pasó el tiempo, Destello y Rosalina estaban tomando té cuando vieron algo extraño: en un pequeño planeta, encontraron a otro Destello. Pronto los dos Destellos se callaron y miraron muy nerviosos, hasta que Destello dijo: «¡Es mi mamá!». Dando vueltas a su alrededor, el nuevo compañero hizo lo mismo. La muchacha empezó a reír por la escena y pronto aparecieron muchos Destellos más. Rosalina decidió cuidarlos a todos en el Planetarium.
Mientras Rosalina observaba el cometa número cien, pensó si su planeta natal seguiría teniendo el mismo brillo azul. Con el telescopio de su padre, enfocó hacia un punto del universo y vio un pequeño planeta a lo lejos. Enfocó más el telescopio y se dio cuenta de que observaba la Tierra, precisamente una colina que se le hacía muy familiar: la colina donde iba con su familia a pasar los días. Empezó a llorar, recordando a su hermano, su madre y su padre, y llamando la atención de los Destellos quienes trataron de alegrarla, pero no lo lograron. 
Tiempo después la muchacha entristeció de nuevo, acercándose Destello a consolarla. Al ver que no lo lograba, decidió transformarse en un cometa que cada cien años pasara por la Tierra para que Rosalina viera su planeta natal. Los demás destellos se formaron rodeando a Estela, pidiéndole que no llore más. Entonces Rosalina decidió cuidar de los Destellos en el cometa, para verlos convertirse en galaxias, estrellas, cometas o planetas.

## Apariciones

### Juegos de aventura y plataformas

###### Super Mario Galaxy (2007)
Estela apareció por primera vez en este videojuego, en el que interviene como la madre de los Destellos (Lumas en inglés), una especie de seres en forma de estrellas con vida que pueden transformarse en lo que se puede encontrar en el cosmos. 
En la historia del juego, el Planetarium del Cometa es atacado por Bowser, dejando a Estela varada en el espacio sin una fuente de energía. A cambio de la ayuda de Mario en recolectar las estrellas del poder y la repotenciación del Planetarium, Estela ayuda a Mario a rescatar a la Princesa Peach, quien fue secuestrada por Bowser. 
Estela le da consejos a Mario o a Luigi durante su jornada y le pide que restaure la energía de su nave ya que las maxiestrellas son las únicas que le dan poder para impulsarla; así mismo, le provee de un pequeño Destello oculto bajo su gorra, el cual le da nuevos movimientos y ataques.

###### Super Mario Galaxy 2 (2010)
En la historia central no tiene argumento, pero si el jugador pierde varias vidas en algunos niveles aparecerá una sombra con su apariencia, pero con todo su cuerpo azul y aparentemente con estrellas, que le enseñará cómo pasar el nivel con un video corto (el jugador puede retomar el control antes de que termine pero solo conseguirá una estrella de bronce). También cuando derrota a Bowser, Estela aparece para llevarse al destello al Planetarium, al mismo tiempo le da las gracias a Mario o a Luigi por cuidarlo. Si el jugador obtiene las 242 estrellas del juego, Estela aparecerá en la Astronave, en lugar del Destello Glotón.

###### Super Mario 3D World (2013)
Estela aparece como un personaje jugable desbloqueable en este juego. Se obtiene después de completar el nivel 2 del Mundo Estrella, que se desbloquea después de terminar el juego. Tiene la capacidad de utilizar el ataque giratorio, similar al de Mario y Luigi en Super Mario Galaxy, y puede saltar tan alto como Luigi, sin embargo, es más lenta que los otros personajes jugables. 
Esta es también la primera vez que Estela se puede controlar en un juego de plataformas. Al igual que los otros personajes, puede utilizar todos los power-ups del juego, pero cuando gana uno, pierde su ataque giratorio.

###### Puzzle & Dragons + Super Mario Bros. Edition (2015)
Rosalina aparece como dos tipos de ayudantes diferentes.

###### Super Mario Maker (2015)
En Super Mario Maker, juego por el aniversario número 30 de Super Mario Bros., el personaje aparece luego de colocar un Amiibo de Rosalina en el Wii U Gamepad, donde desbloquearemos un champiñón misterioso, que al agarrarlo podemos ocuparla en nuestros niveles. 
El juego también cuenta con clips de videojuegos como Super Mario Galaxy con la melodía de "You Got a Star" al completar un nivel y "Too Bad" al perder, teniendo como participante a su actriz de voz, Laura Faye Smith de Super Mario 3D World.

###### Mario & Luigi Paper Jam (2015)
Aparece a modo de cameo en una tarjeta junto a Peach y Daisy, cuando se inserta un Amiibo de la Princesa Peach.

###### Super Mario Odyssey (2017)
Rosalina aparece como un disfraz y un cameo en una imagen de ella pixeleada.

###### Mario + Rabbids Sparks of Hope (2022)
Rabbid Rosalina aparece como nuevo personaje en esta entrega.

### Juegos para dispositivos móviles

###### Dr.Mario World
Rosalina aparece como personaje jugable.a diferencia de Peach y Daisy no posee un traje especial de enfermera solo una bata al igual que Baby Rosalina.

### Saga deMario Kart

###### Mario Kart Wii (2008)
Rosalina aparece como personaje jugable en el juego, siendo su debut en la serie de Mario Kart. la acompaña su Destello. Es una de los personajes desbloqueables, se obtiene ganando 50 carreras y teniendo un archivo de Super Mario Galaxy guardado en la memoria de la consola Wii o consiguiendo la Clase Estrella en todas las copas Wii y Retro en el modo Grand Prix en la dificultad Espejo. Cuando maneja una motocicleta, usa un traje especial.

###### Mario Kart Arcade GP DX (2013)
Rosalina aparece como personaje desbloqueable.

###### Mario Kart 7 (2011)
Rosalina aparece como personaje controlable en este juego para Nintendo 3DS. Aquí ya no la acompaña su Destello. En Mario Kart 7, es un personaje desbloqueable; el jugador tiene que ganar la Copa Estrella en la dificultad 150cc para desbloquearla. En este juego, tiene su circuito personal llamado Glaciar de Rosalina, una pista que hace alusión a la de Super Mario Galaxy, donde tiene un lugar destacado.

###### Mario Kart 8/Mario Kart 8 Deluxe
Rosalina, la chica de los Destellos, regresa a las carreras en esta entrega como personaje desbloqueable. También aparece su contraparte infantil llamada Bebé Rosalina.al igual que en Mario Kart 7, ya no la acompaña su Destello. Bebé Rosalina tampoco lleva ningún acompañante. Dispone de un traje especial para motocicletas y cuatrimotos.

###### Mario Kart Tour (2019)
Rosalina aparece como personaje controlable a partir de la actualización del juego, el 9 de octubre de 2019. 
- En la temporada de Tokio como personaje singular, su habilidad especial es el Aro Turbo, sin embargo en la prueba beta era un personaje megasingular y su habilidad especial era la Flor Bumerán.
- Para la temporada de Halloween (2019), Rosalina obtiene una primera variante llamada Rosalina "Halloween" y su habilidad especial es el Aro Turbo.
- En la temporada de Vancouver obtiene una segunda variante llamada Rosalina "Aurora" y su habilidad especial es la Flor de Hielo.
- En la temporada oceánica aparece Rosalina "Traje de Baño" y su habilidad especial es la Caja de Monedas.
- Para la temporada de Rosalina, aparece Rosalina de Fuego con la habilidad especial de Flor de Fuego.
- En la temporada de otoño (2021), aparece Rosalina Tanuki y su habilidad especial es la Super Hoja.
- Para la temporada de Año Nuevo 2022 está Rosalina Felina con habilidad especial es la Super Campana.
- Para la temporada de Amsterdam aparece Rosalina Volendam y su habilidad especial es Flor Bumerang.
- Y para la temporada Metropolitana aparece Rosalina Chef, con su habilidad Platano Gigante.

##### Mario Kart World (2025)
Rosalina aparece como personaje jugable desbloqueable, además se desbloquean sus variantes.

### Saga deMario Party

###### Mario Party: Island Tour (2013)
Aparece como personaje no controlable, haciendo un cameo al final de uno de los tableros, siendo su debut en la serie de Mario Party. Muchas personas creyeron que sería un personaje jugable, pero es su debut en el Tablero Reino Galáctico (Rocket Road).

###### Mario Party 10 (2015)
Rosalina aparece como personaje jugable por primera vez en la serie de Mario Party. Su apariencia no ha cambiado respecto a otros juegos, aunque su diseño 3D se asemeja al de Super Mario 3D World.

###### Super Mario Party (2018)
Rosalina vuelve a aparecer como personaje jugable en Super Mario Party, aunque ha cambiado nada respecto al antecesor de este juego

###### Mario Party Superstars (2021)
Rosalina aparece como personaje jugable en Mario Party Superstars. Aquí actualizaron bastantes cosas como sus poses de victoria, derrota, etc.

##### Super Mario Party Jamboree (2024)
Rosalina aparece como personaje jugable en Super Mario Party Jamboree, con su propio minijuego llamado La carrera radical de Rosalina.

### Juegos Deportivos

###### Mario Tennis Open (2012)
Rosalina estaba pensada incluirla como personaje jugable pero al final fue reemplazada por su destello.

###### Mario Tennis: Ultra Smash (2015)
Rosalina aparece por primera vez como personaje jugable en un juego de la saga Mario Tennis. Viste una túnica deportiva similar al de Peach y Daisy. Es primera vez que la vemos con otro traje deportivo, diferente al de Mario Kart Wii. En este juego ella viste con minitoga y Pantis además de llevar unas zapatillas. Nuevamente ella flota en este juego y al estilo de juego es "Potencia",pero no flota en absoluto más suele jugar en tierra.

###### Mario Golf: World Tour (2014)
Rosalina puede ser desbloqueada a modo de DLC. Es uno de los personajes más fuertes, pero Bowser le gana un poco en la distancia de tiro. En este juego ella flota no viste una toga deportiva, controla el bastón de golf con su varita mágica. También incluye sus propias celebraciones cuando esta gana, como cuando pierde.

###### Mario Sports Superstars (2017)
Rosalina aparece como personaje jugable desde el principio y es posible de utilizar como la capitana del equipo en juegos como los de fútbol, o de forma individual. Todavía al igual que Mario Tennis lleva la misma túnica como Peach y Daisy en todos los modos pero no usa shorts.

###### Mario Tennis Aces (2018)
Rosalina aparece en Mario Tennis Aces como un personaje jugable, con un estilo de juego tipo "Astucia", con golpes liftados que hacen que la pelota se curve más de lo normal para engañar al rival. No aparece en el modo campaña del juego, pero viene desbloqueada desde el principio para jugar.

##### Mario Golf: Super Rush (2021)
Rosalina aparece en Mario Golf Super Rush como un personaje jugable.viste una camiseta celeste  con una estrella en el pecho y una falda blanca.

##### Mario Strikers: Battle League
Rosalina aparece como personaje jugable en este juego de futbol ella es el número 11.

### Saga deLos Juegos Olímpicos de Mario & Sonic

###### Mario & Sonic at the Río 2016 Olympic Games (2016)
Rosalina aparece por primera vez en la serie de juegos Mario y Sonic. Lleva un traje de gimnasia con mangas largas (parecido a su vestido) solamente lleva esta vestimenta y solo es jugable en gimnasia.

###### Mario & Sonic at the Olympic Games Tokyo 2020 (2019)
Rosalina aparece como personaje desbloqueable en este juego de deportes para Nitendo Switch. Solo es jugable en el deporte de Surf. Lleva un buzo de surf que protege su cuerpo y sus piernas. Va descalza, con pedicure celeste, al igual que sus manos.

### Saga deSuper Smash Bros.

###### Super Smash Bros. para Nintendo 3DS y Wii U
Rosalina aparece por primera vez en la saga de Super Smash Bros. como personaje jugable, acompañada con su Destello desde el comienzo del juego (al igual que los Ice Climbers es un personaje doble). El diseño de su vestido fue cambiado, llevando unas estrellas marcadas en la parte inferior.

###### Super Smash Bros. Ultimate
Aparece en el juego de Super Smash Bros. como un personaje del roster. Acompañada junto a sus destellos de diferentes colores, incluyendo al destello amarillo y a Polari, entre otros. Es un personaje desbloqueable y mantendrá la mayoría de sus movimientos, salvo que ahora se le agregó un escudo a destello y su Smash Final es mucho más efectivo. Este es una variación de su anterior Smash Final, ya que además de invocar una estrella de Super Mario Galaxy gigante, ahora magnetiza al resto de rivales y luego se destruye lanzándolos fuera de la pantalla. 
En El Modo de Las Estrellas Pérdidas, Rosalina fue uno de los personajes que fueron secuestrados y clonados con alter ego malvados, y deberá ser salvada para volver a jugar con ella.

## Curiosidades
- El personaje posee en total 5 nombres diferentes, dependiendo de la versión del videojuego: Rosetta en Japón, Rosalina en América, Estela en España, Rosalinda en Italia, y Harmonie en Francia pero Estela tendría nacionalidad de España aunque no lo parezca.
- Rosalina a pesar de llevar una corona, no es mencionada con el título de princesa dentro de los videojuegos.
- El desarrollador Yoshiaki Koizumi mencionó que en Super Mario Galaxy Rosalina originalmente iba a ser un personaje pariente de la Princesa Peach, idea que finalmente fue descartada.
- En los primeros conceptos de arte para el videojuego de Super Mario Galaxy, Rosalina tenía el cabello recogido y de color más oscuro. Su antigua vestimenta se asemejaba más al de la Princesa Peach, con la diferencia de que se incluía un collar alto blanco y el borde de la falda de su vestido formaba una estrella de 5 puntas. Además, la apariencia de su corona era una tiara completamente diferente.
- Hasta la fecha Rosalina y Pauline son los personajes femeninos más altos vistos en los videojuegos.

- Datos: Q2208427
- Multimedia: Rosalina (Mario) / Q2208427